# Matthew Mendy
Matthew Mendy (ur. 13 czerwca 1983 w Serrekundzie) – gambijski piłkarz występujący na pozycji obrońcy. Zawodnik klubu Trönö IK.

## Kariera klubowa
Mendy jako junior grał w Gambii w zespołach Mass Sosseh, Gamtel FC oraz Albama FC. W 2003 roku rozpoczął studia na amerykańskiej uczelni George Mason University, jednocześnie reprezentując barwy jej drużyny piłkarskiej, George Mason Patriots.
W 2007 roku Mendy został graczem niemieckiego KFC Uerdingen 05 z Oberligi Nordrhein. Przez 1,5 roku rozegrał tam 39 spotkań i zdobył 3 bramki. Potem odszedł do austriackiego drugoligowca, 1. FC Vocklabruck, gdzie występował przez rok.
Następnie Mendy wyjechał do Chin, gdzie grał w zespołach Anhui Jiufang oraz Shenyang Shenbei z China League One. W 2011 roku przeszedł do szwedzkiego Trönö IK z piątej ligi.

## Kariera reprezentacyjna
W reprezentacji Gambii Mendy zadebiutował w 2006 roku.